# Roufas
Roufas (Grieks: Ρουφάς) is een dorp op het Griekse eiland Kreta, op 8 km van Mires. Roufas telt 167 inwoners. Het is een dorp in de deelgemeente (dimotiki enotita) Moires in de fusiegemeente (dimos) Faistos, van de Griekse bestuurlijke regio (periferia) Kreta.